# 우니베르시테트역 (독일)
우니베르시테트역은 독일 뮌헨 소재의 철도역이다.

## 역 주변
- 뮌헨 대학교